# Bärentrauben
Die Bärentrauben (Arctostaphylos) sind eine Pflanzengattung innerhalb der Familie der Heidekrautgewächse (Ericaceae). Von den etwa 66 Arten sind die meisten Arten im westlichen Nordamerika verbreitet.

## Beschreibung

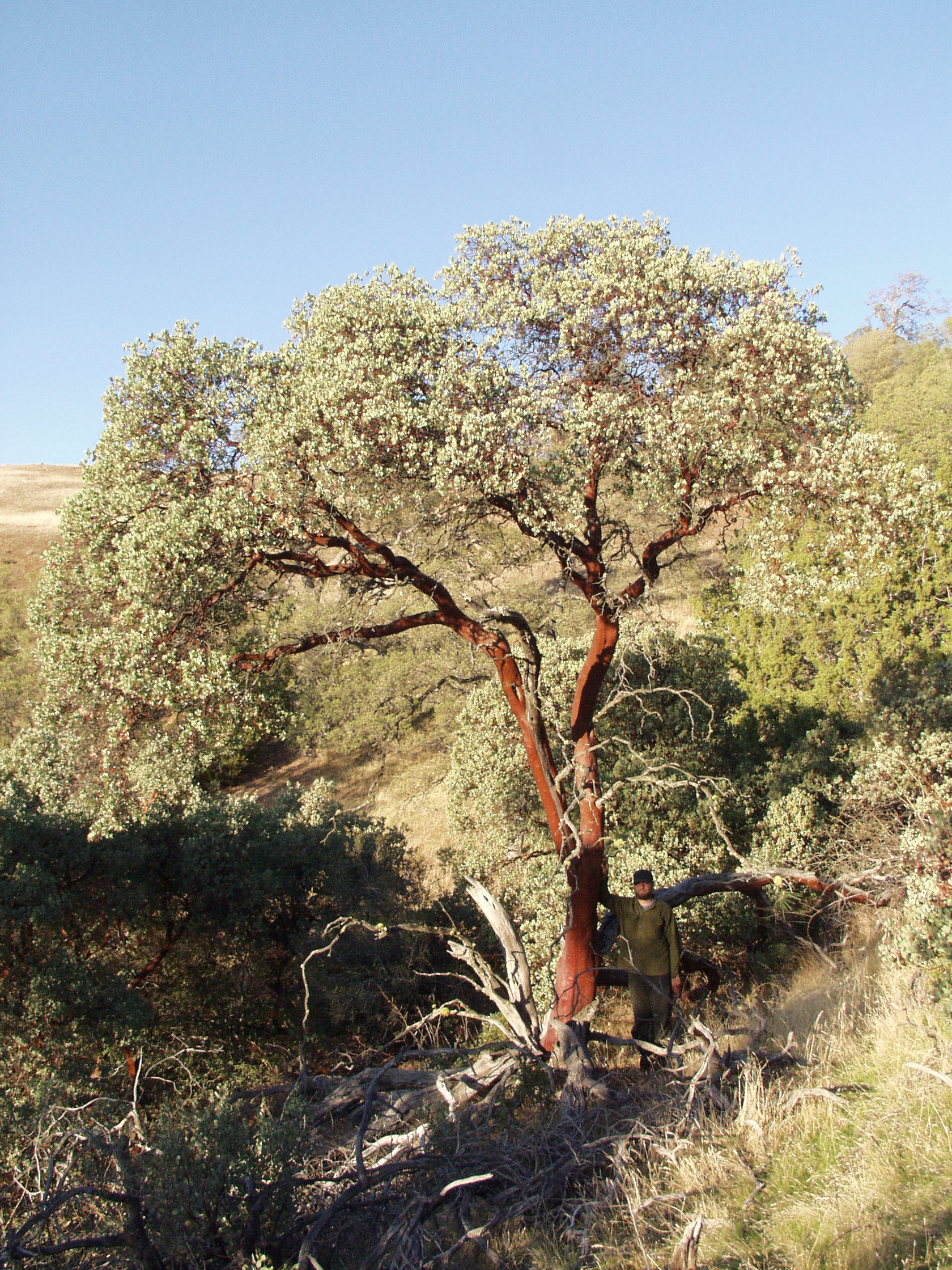
Habitus und Borke von Arctostaphylos glauca

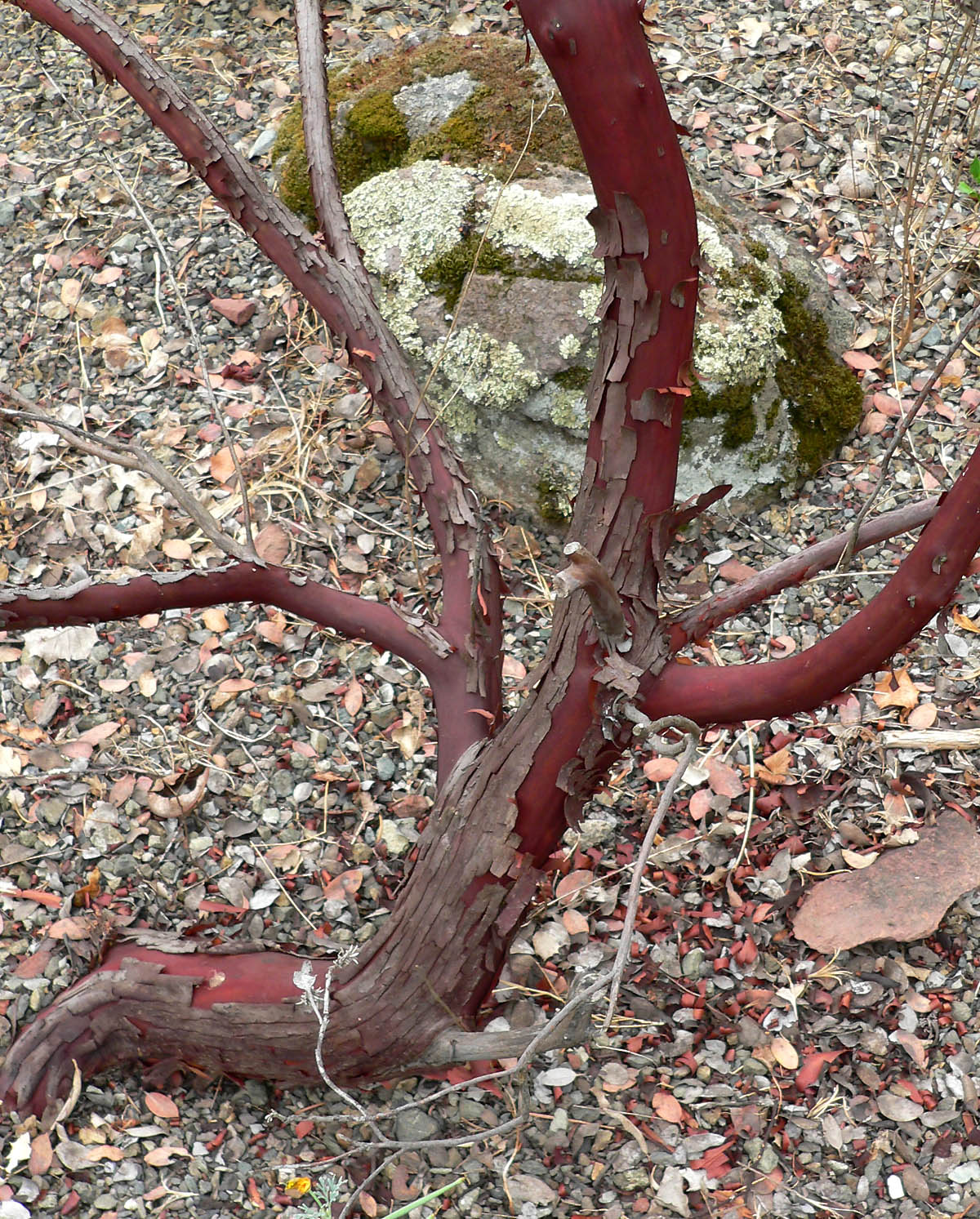
Borke von Arctostaphylos otayensis

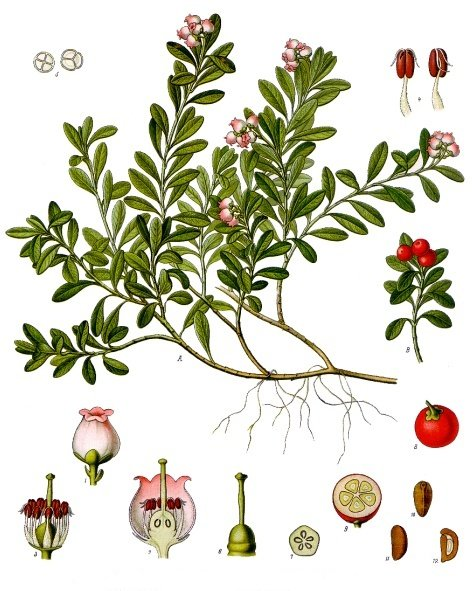
Illustration aus Köhler's Medizinalpflanzen der Echten Bärentraube (Arctostaphylos uva-ursi)

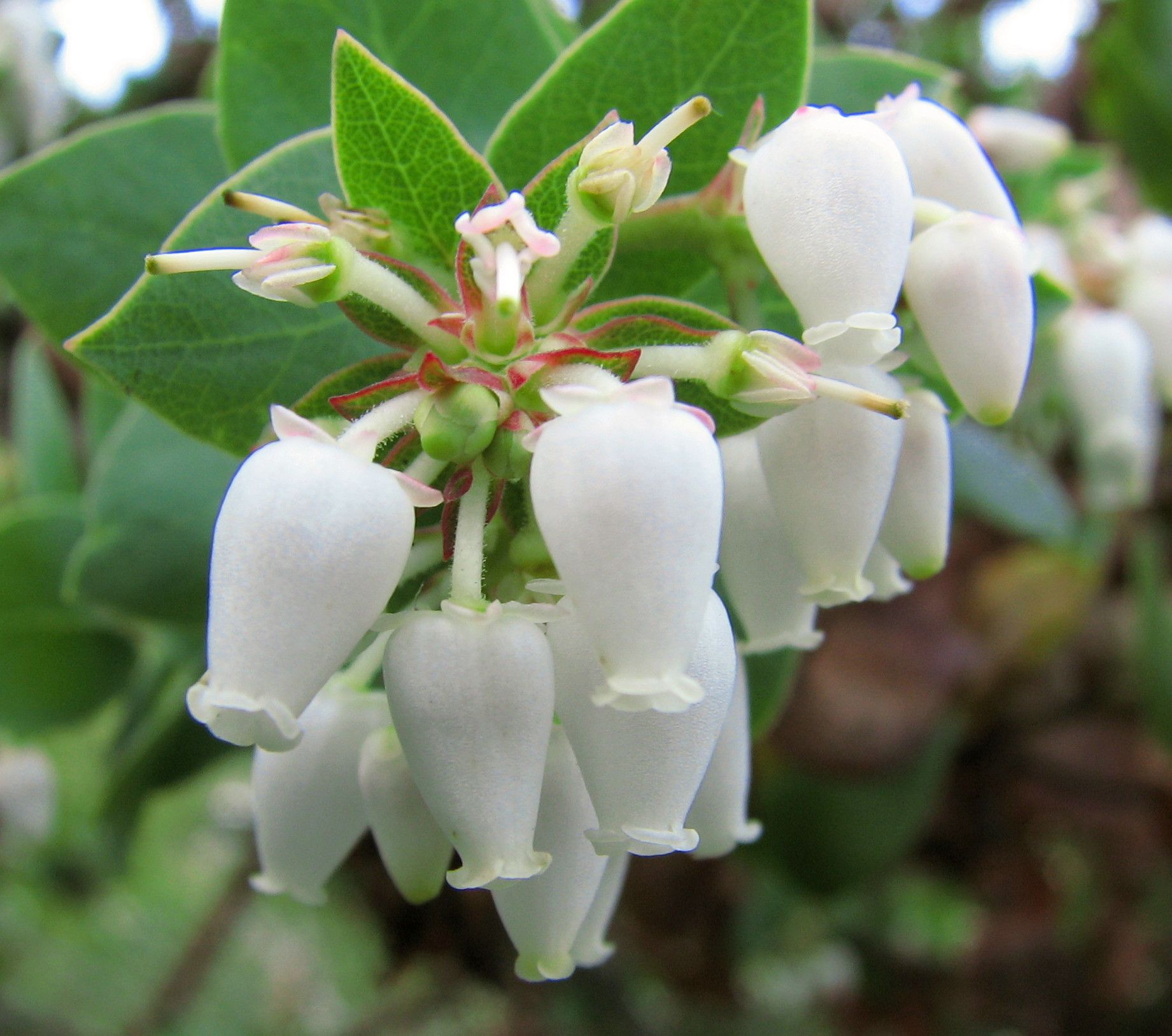
Blütenstand von Arctostaphylos pallida mit Blüten im Detail

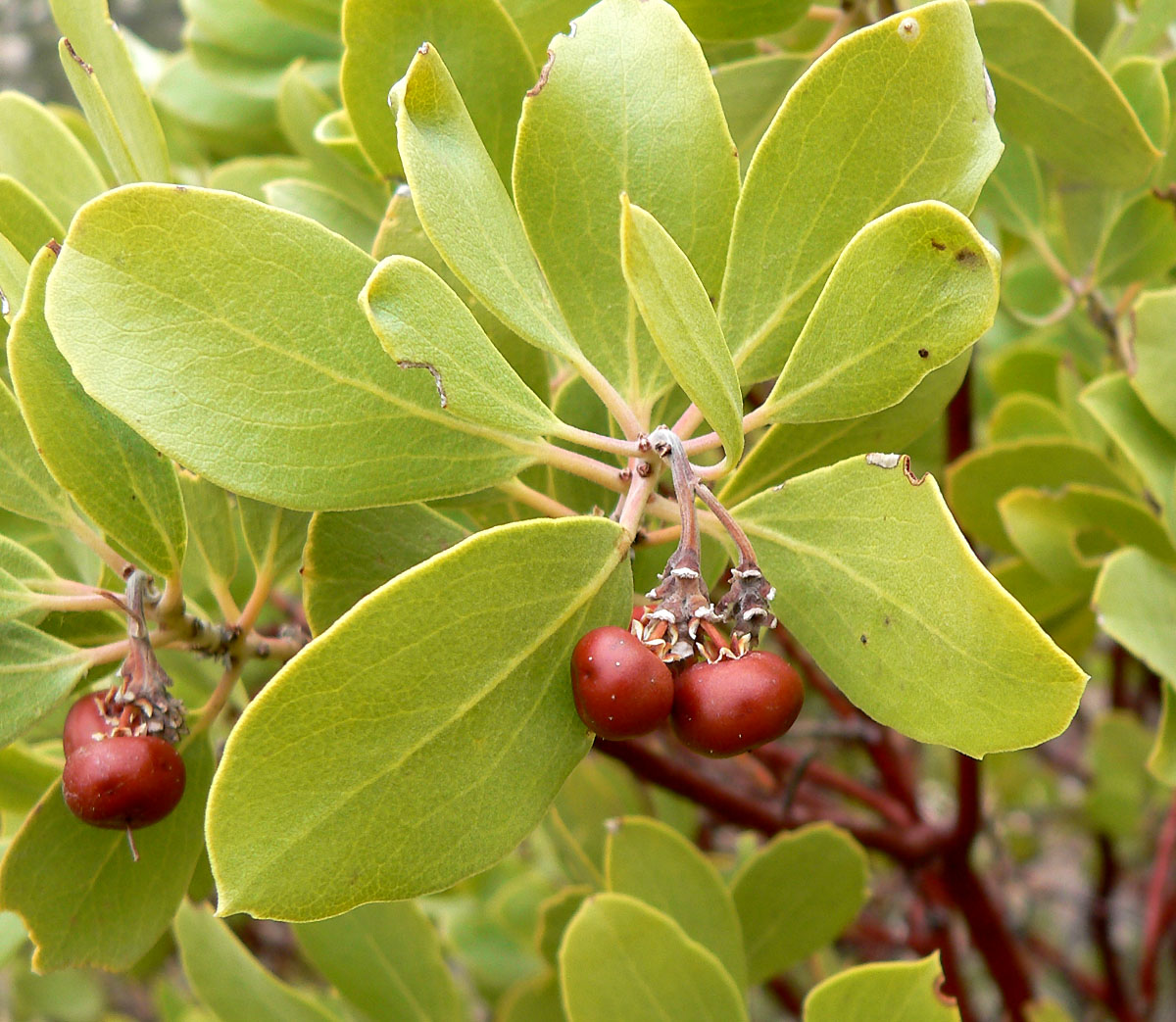
Zweig mit Laubblättern und Früchten von Arctostaphylos pungens

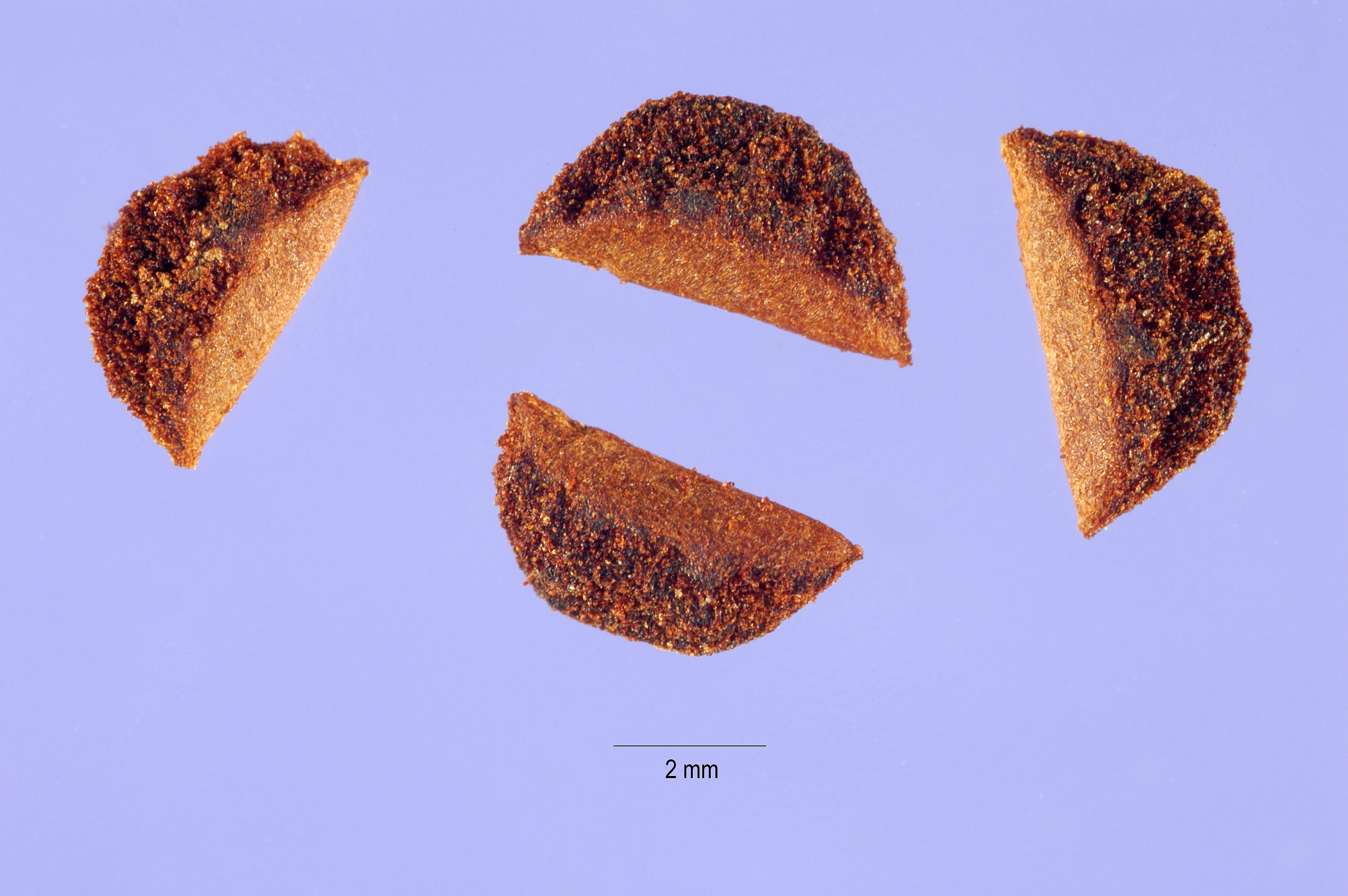
Samen von Arctostaphylos nevadensis

### Erscheinungsbild und Blätter
Die Arctostaphylos-Arten sind immergrüne, verholzende Pflanzen und wachsen als Zwergsträucher, Sträucher oder kleine Bäume. Beispielsweise Arctostaphylos manzanita, Arctostaphylos hooveri und Arctostaphylos glauca erreichen als Strauch bis kleiner Baum Wuchshöhen von 1 bis 8 Metern, das dürfte die maximale Wuchshöhe in der Gattung Arctostaphylos sein. Die beiden in Mitteleuropa vorkommenden Arten bilden nur niederliegende Spaliersträucher. Je nach Art überstehen sie Buschbrände oder werden dabei abgetötet (siehe unter Ökologie). Die oberirdischen Pflanzenteile können mehrzellige Trichome besitzen. Die Äste sind niederliegend oder aufrecht. Die Borke ist je nach Art rötlich, relativ dünn und schält sich schnell ab oder (bei Arctostaphylos morroensis, Arctostaphylos nissenana, Arctostaphylos nummularia, Arctostaphylos osoensis, Arctostaphylos pajaroensis, Arctostaphylos rudis, Arctostaphylos tomentosa) sie ist haltbar, grau, rau sowie rissig. Die Rinde der Zweige ist kahl oder behaart, manchmal drüsig (Indument).
Die wechselständigen, meist ausgebreitet, manchmal aufrecht stehenden Laubblätter sind in kurzen Blattstiel und Blattspreite gegliedert; bei manchen Arten ist kein Blattstiel erkennbar. Bei den wenigen Arten, bei denen der Blattstiel relativ kurz ist, überlappen sich die Laubblätter. Die Laubblätter sind meist isofacial (beide Flächen gleich), manchmal bifacial (Blattflächen verschieden), in Bezug auf die Anordnung der Stomata, Farbe und Behaarung (Trichome). Die einfachen, ledrigen, flachen bis konvexen Blattspreiten sind eiförmig bis elliptisch. Der Blattrand ist meist ganzrandig oder fein gezähnt (beispielsweise bei Arctostaphylos pacifica) oder selten ist er bewimpert; er ist meist eben, selten zurückgebogen. Die glatte bis papillöse oder raue Blattfläche kann kahl oder behaart sein.

### Blütenstände und Blüten
Ein Blütenstand bleibt bei den meisten Arten vier bis sechs Monate vom späten Frühling bis zum Winter erhalten bis zum Blühbeginn (bei Arctostaphylos pringlei subsp. drupacea ist es anders). In endständigen einfachen sowie traubigen oder verzweigten sowie rispigen (die Rispenäste sind traubenähnlich) Blütenständen stehen meist 5 bis 20, selten bis zu 50 nickende Blüten mehr oder weniger dicht zusammen. Die lohfarbenen bis hellbraunen Tragblätter sind meist haltbar (bei Arctostaphylos pringlei fallen sie nach der Anthese ab) und entweder schuppenförmig, dreieckig oder eiförmig sowie manchmal gekielt oder sie sind laubblattähnlich, schmal-lanzettlich sowie flach. Die Tragblätter sind viel kürzer als die Kelchblätter und stehen im Knospenstadium meist dicht dachziegelartig überlappend zusammen, manchmal aber sind sie ausgebreitet und überlappen sich nicht. Bei Arctostaphylos und Arctous sind nie Deckblätter vorhanden, bei den anderen Gattungen der Unterfamilie Arbutoideae dagegen sind sie vorhanden.
Die zwittrigen Blüten sind radiärsymmetrisch und fünfzählig (bei Arctostaphylos nummularia, Arctostaphylos sensitiva vierzählig) mit doppelter Blütenhülle. Die meist fünf (bei Arctostaphylos nummularia, Arctostaphylos sensitiva vier) freien und haltbaren Kelchblätter sind eiförmig bis dreieckig. Die meist fünf (bei Arctostaphylos nummularia, Arctostaphylos sensitiva vier) Kronblätter sind fast über ihre gesamte Länge zu einer konischen bis krug- oder urnenförmigen, früh abfallenden Blütenkrone verwachsen, die in meist fünf, selten vier kurzen Kronzipfeln endet. Die Farben der Kronblätter reichen von weiß bis rosafarben. Es ist ein intrastaminaler Nektardiskus vorhanden. Es sind zwei Kreise mit je selten vier oder meist fünf freien, fertilen Staubblättern vorhanden, die die Blütenkrone nicht überragen. Die freien, verbreiterten Staubfäden sind meist an ihrer Basis behaart. Jeder meist dunkelrote Staubbeutel besitzt im oberen Bereich zwei, meist zurückgebogene, fadenförmige Anhängsel und öffnet sich am oberen Ende mit einer Pore. Der oberständige Fruchtknoten ist zwei- bis zehnkammerig und die Plazentation ist zentralwinkelständig mit nur einer Samenanlage je Fruchtknotenkammer. Der gerade Griffel endet in einer kopfigen Narbe.

### Früchte und Samen
Die bei Reife roten, rötlich-braunen oder braunen Steinfrüchte sind kugelig oder eingedrückt-kugelig. Das Exokarp ledrig oder selten dünn und glatt. Das Mesokarp ist meist trocken, mehlig oder selten fehlend. Das Endokarp enthält mehrere Samen. Die ein bis zehn Steinkerne können verwachsen sein. Die ein bis zehn Samen sind frei oder entlang der Radialflächen des steinigen Endokarp zu zweit oder dritt, manchmal in eine einzige Sphäre verwachsen und manchmal triangular-eiförmig.

### Chromosomensätze
Die Chromosomengrundzahl beträgt x = 13.

## Ökologie
Die Arctostaphylos-Arten und die in diesen Vegetationsgebieten vorkommenden Koniferen sowie andere ektomykorrhiza-besitzende Baumarten bilden eine hochdiverse Mykorrhizapilz-Gemeinschaft. Mykorrhizapilz-Gemeinschaften mit den Bäumen und Sträuchern und die relativ häufigen Buschbrände sind die Hauptursachen für das begrenzte Hauptverbreitungsgebiet der Gattung Arctostaphylos. Etwa ein Drittel der Arctostaphylos-Arten besitzen einen verdickten verholzten Bereich an der Stammbasis, der schlafende Knospen ausbildet, oder es sind Wachstumsknoten an den kriechenden Stämmen an wurzelbildenden Bereichen vorhanden; bei beiden morphologischen Anpassungen erfolgt nach einem Buschbrand, wenn die Krone vernichtet wurde, ein Neuaustrieb. Bei den anderen Arten wird bei Buschbränden das ganze Exemplar vernichtet und die Populationen regenerieren sich aus der Diasporenbank im Boden.

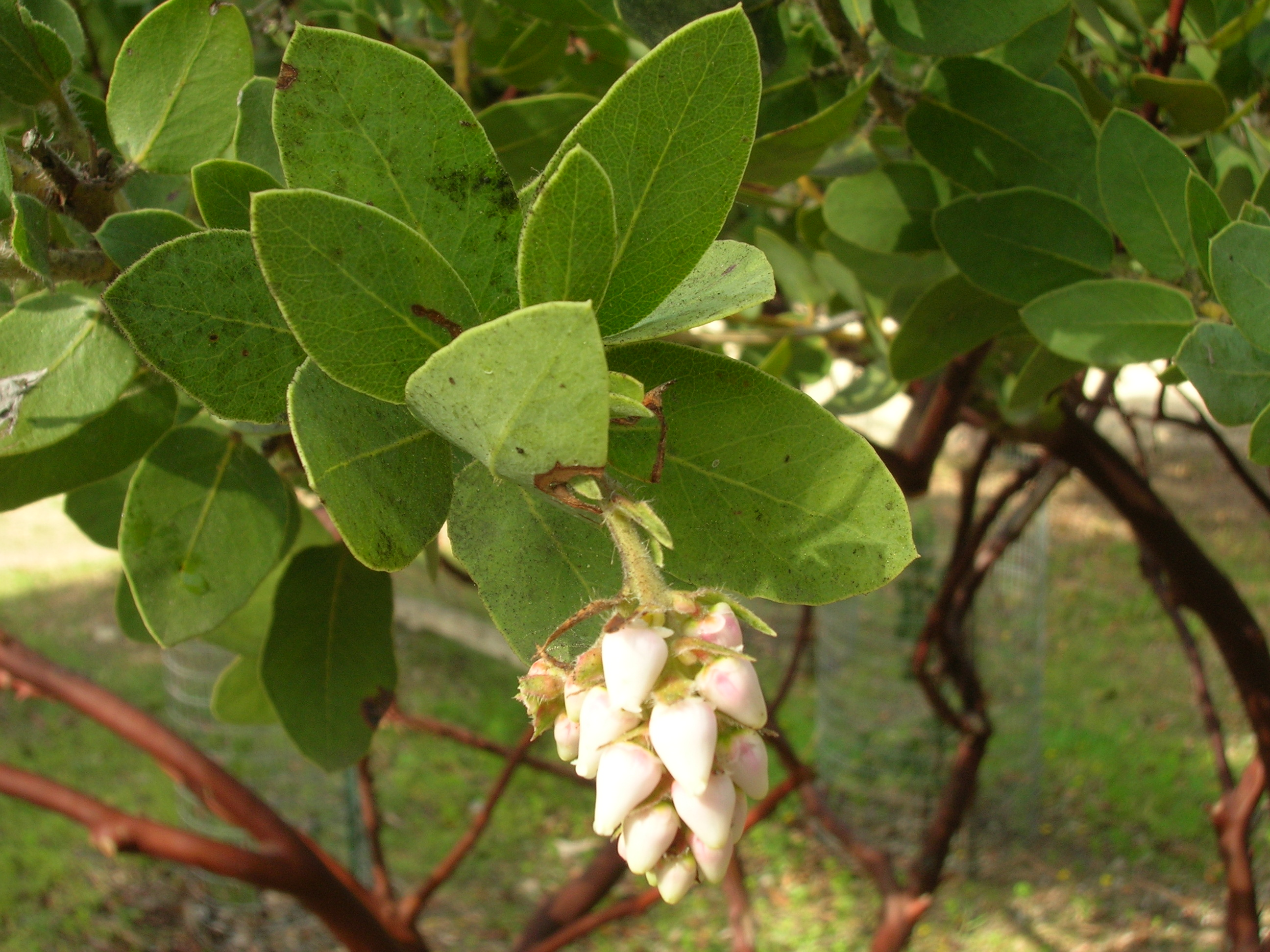
Zweig mit Laubblättern und Blütenstand von Arctostaphylos catalinae

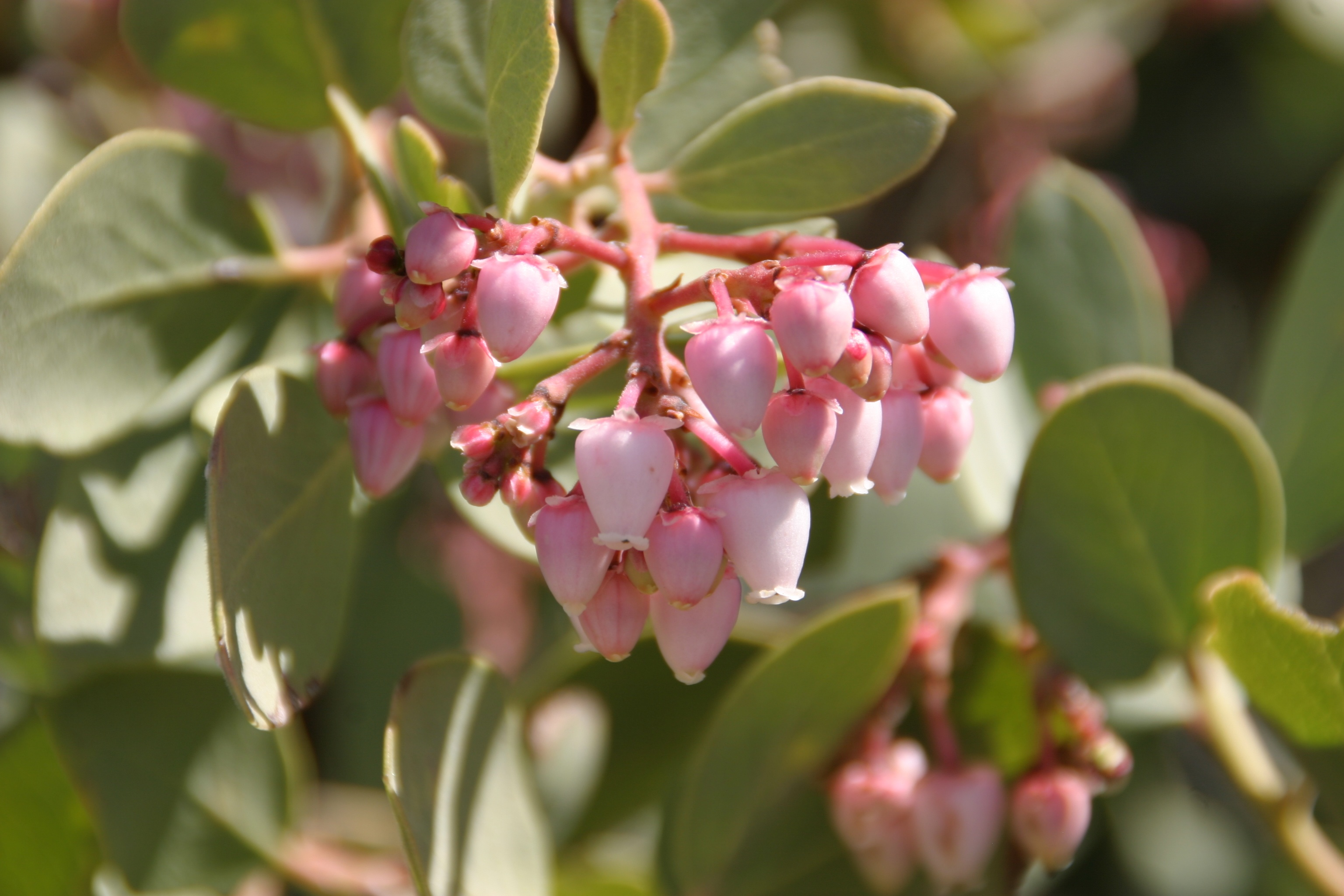
Blütenstand von Arctostaphylos glauca

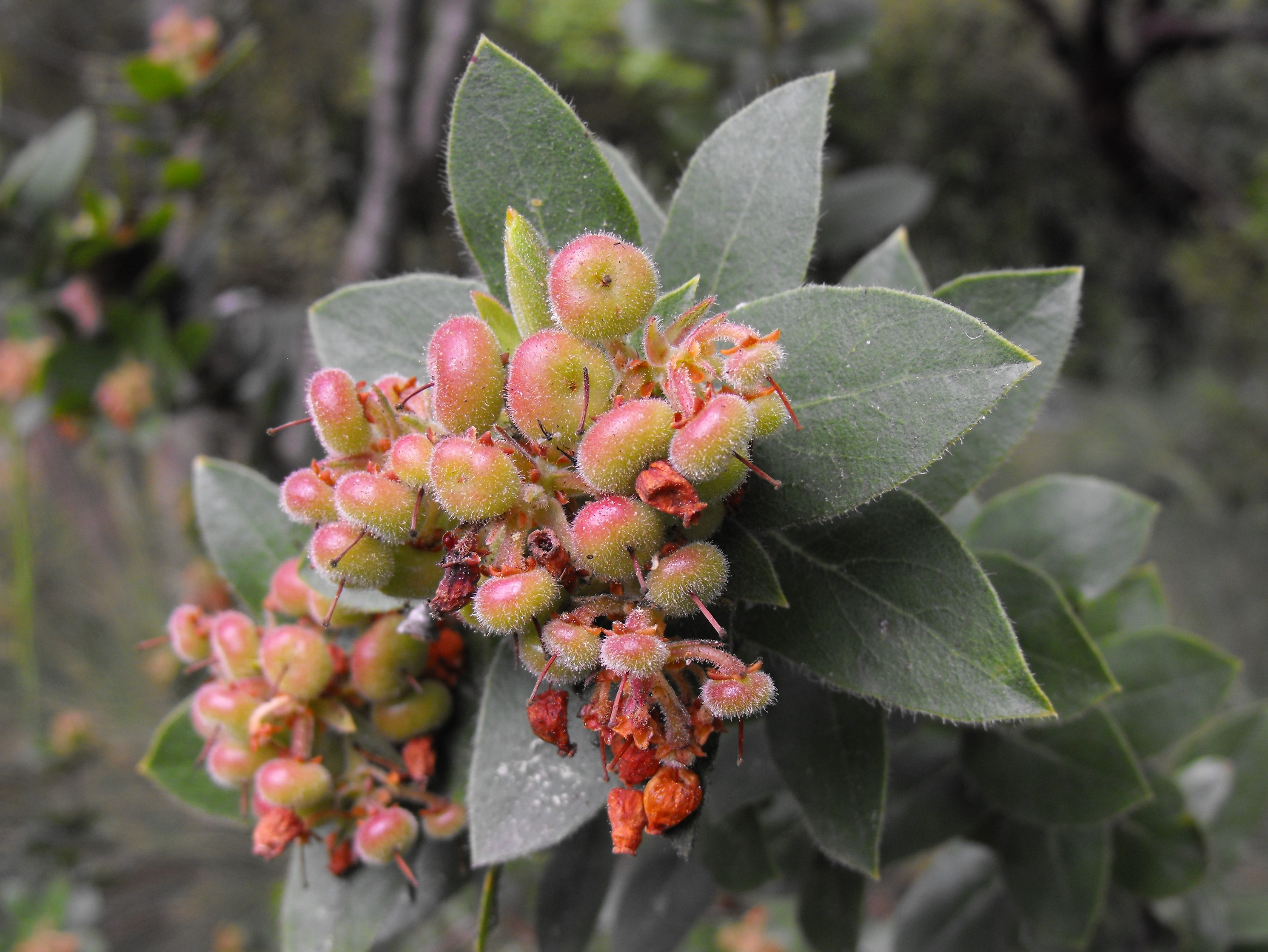
Zweig mit Laubblättern und Früchten von Arctostaphylos montaraensis

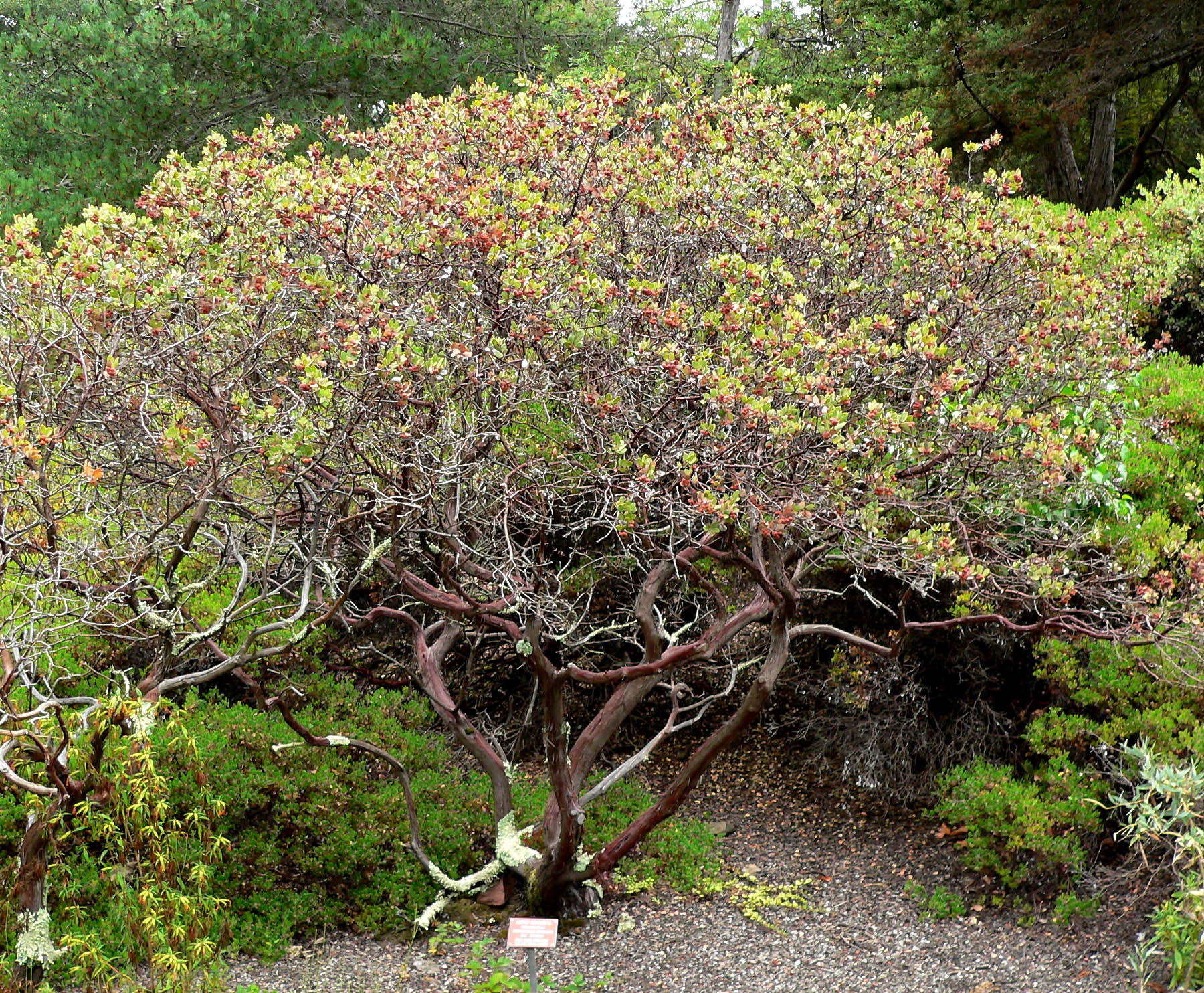
Strauchförmiger Habitus von Arctostaphylos morroensis

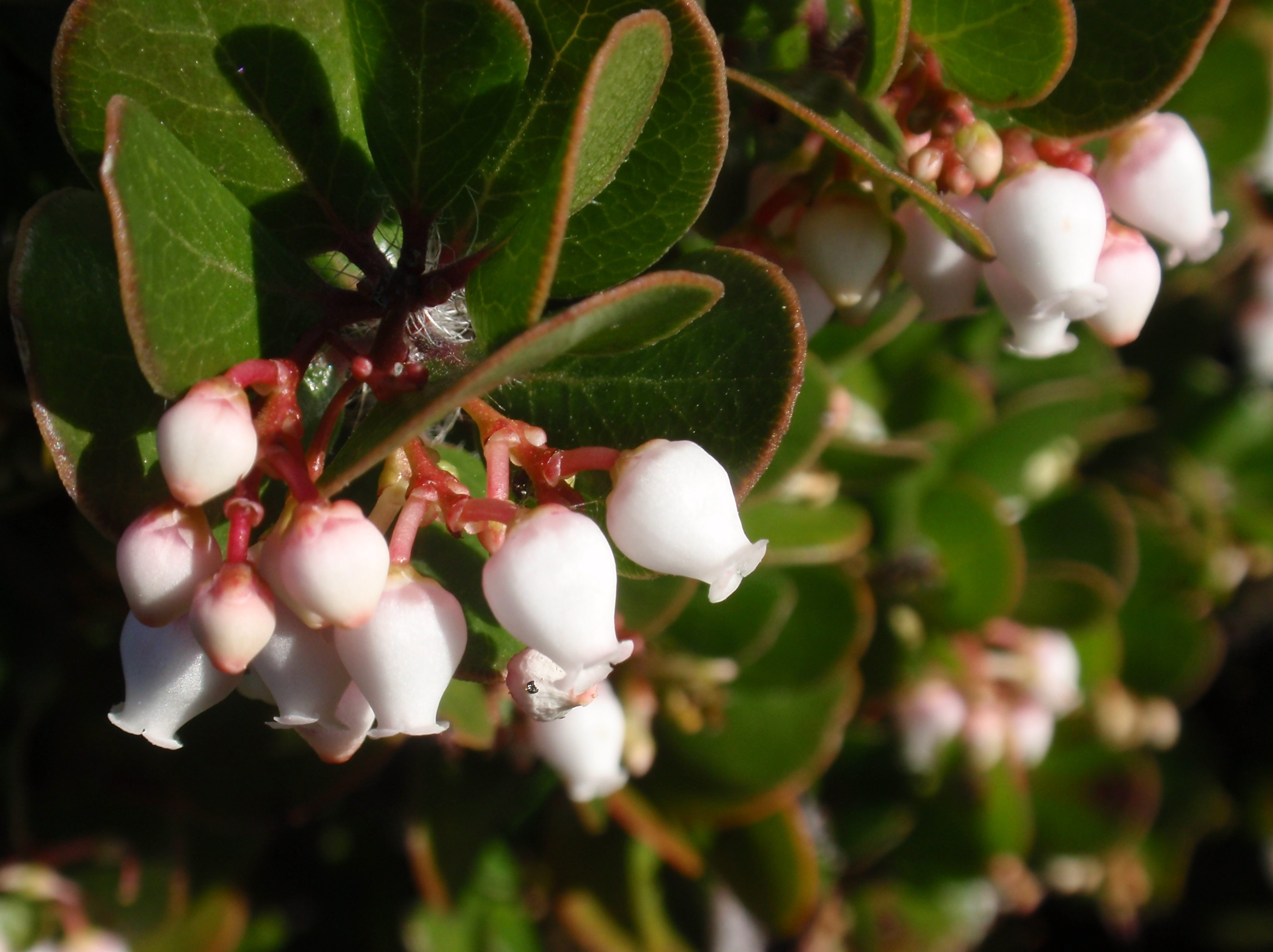
Zweig mit Laubblättern und Blütenstände von Arctostaphylos nummularia mit Blüten im Detail

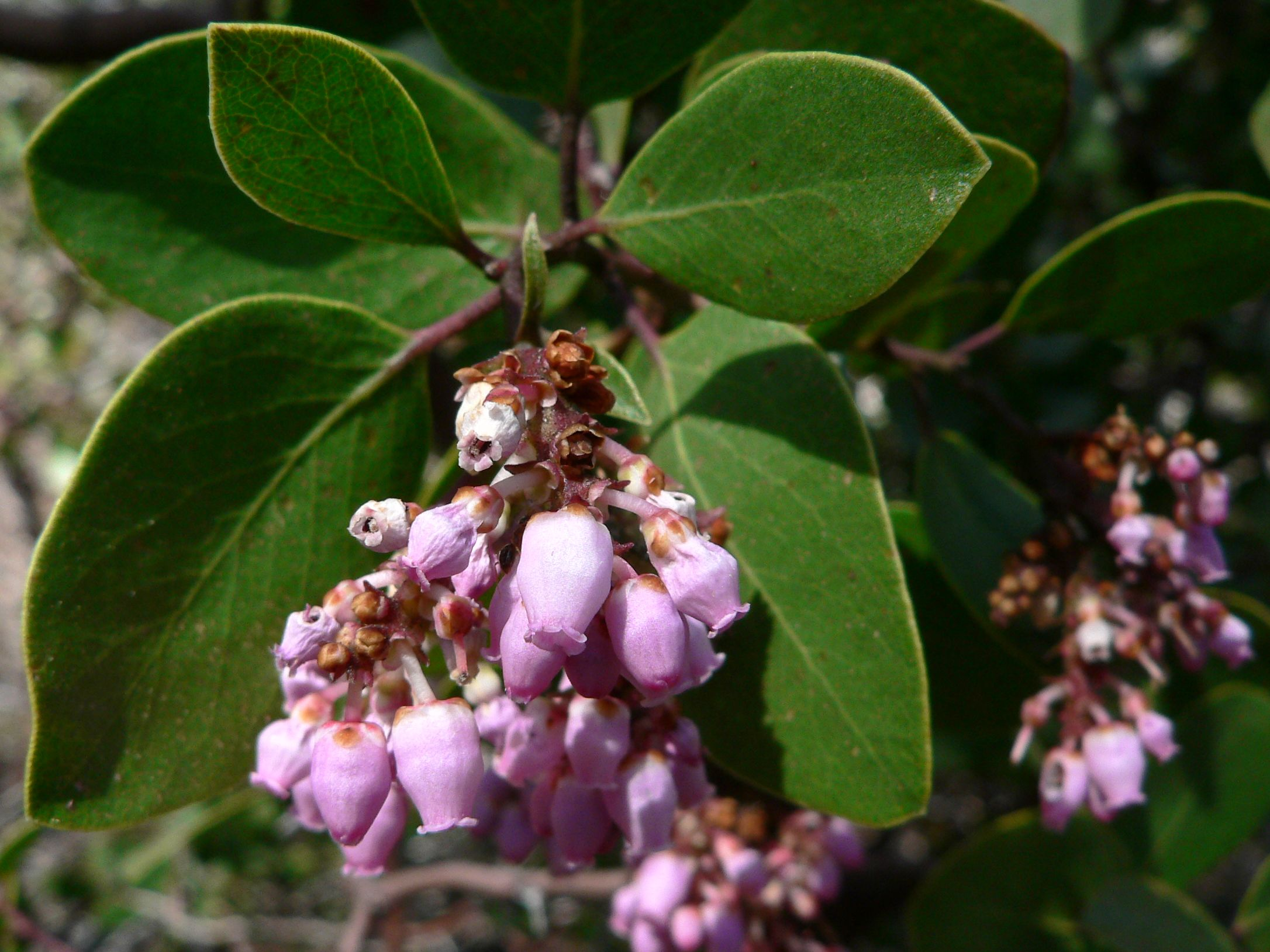
Zweig mit Laubblättern und Blütenstand von Arctostaphylos patula

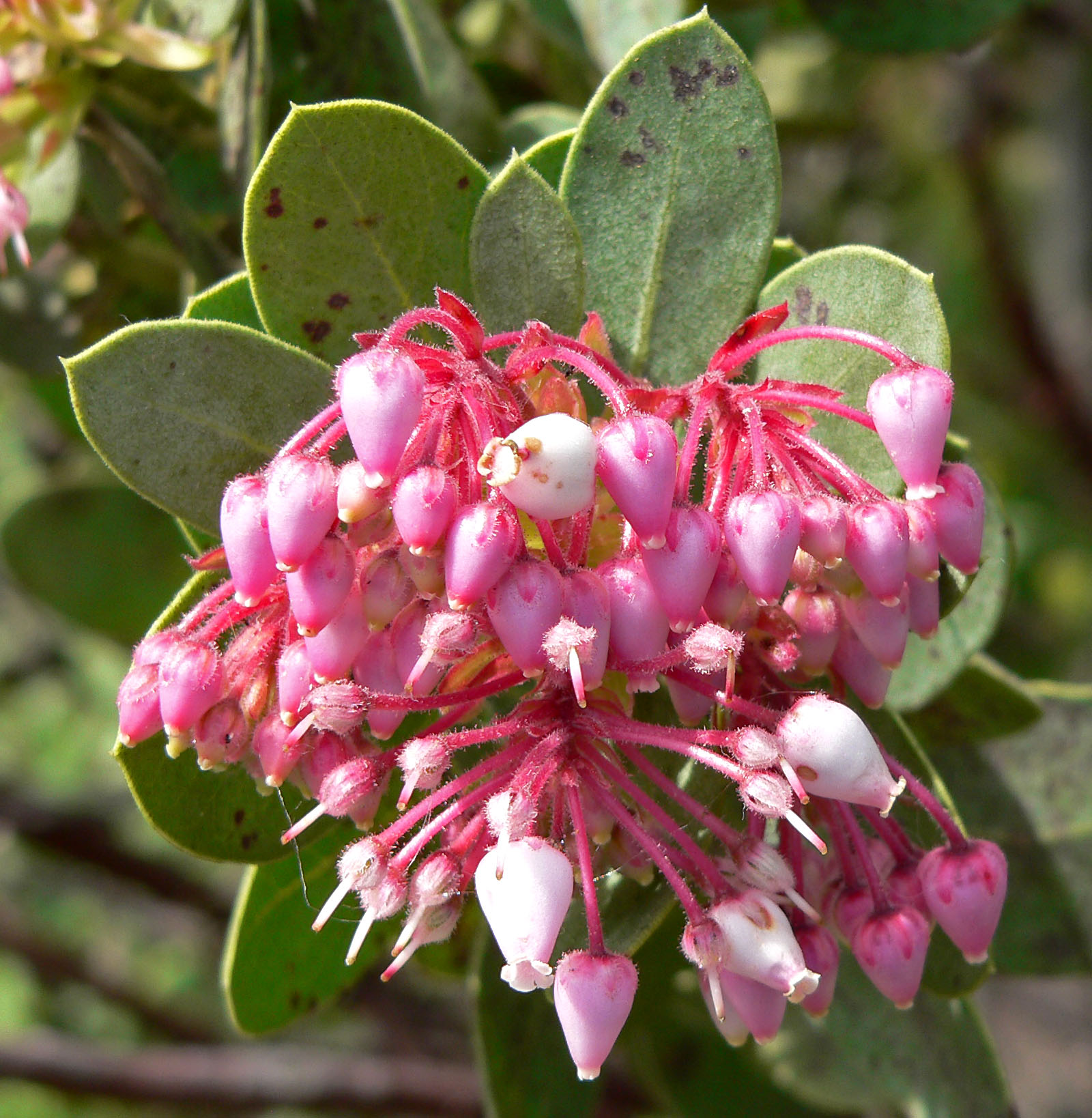
Zweig mit Laubblättern und Blütenstand von Arctostaphylos pringlei subsp. drupacea

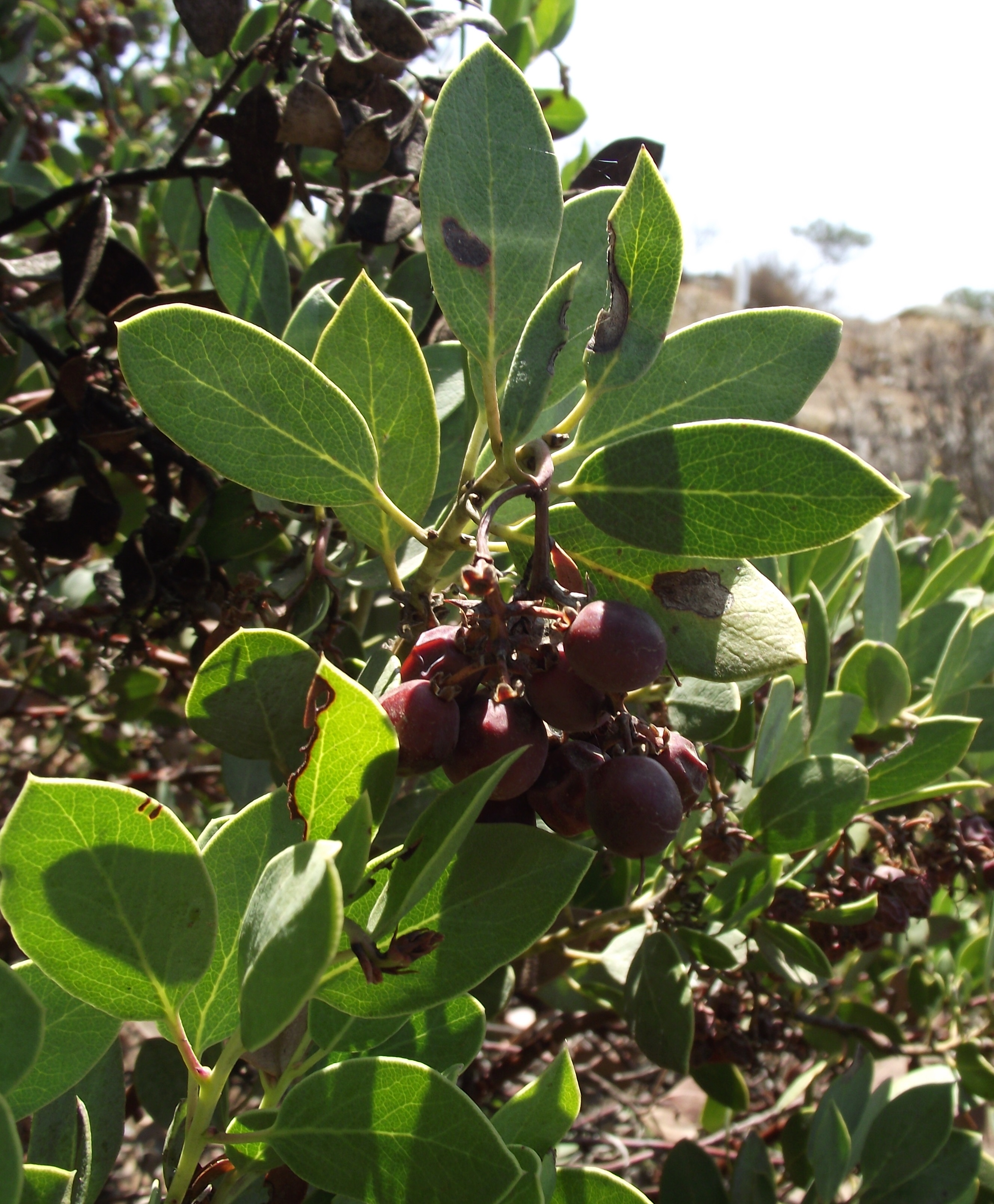
Zweig mit Laubblättern und Früchten von Arctostaphylos rainbowensis

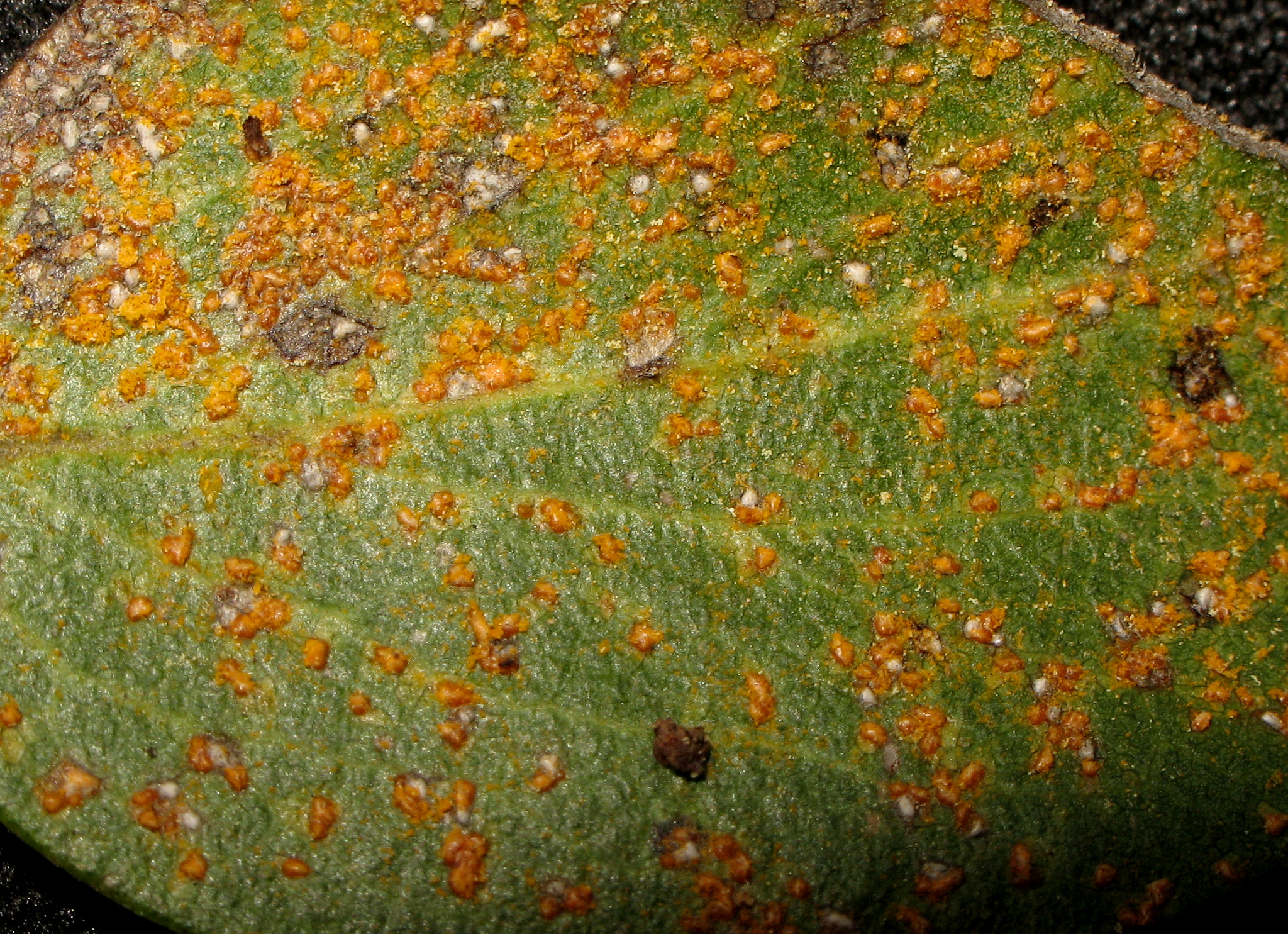
Der Rostpilz (Pucciniales) Pucciniastrum sparsum an Laubblatt von Arctostaphylos patula

## Vorkommen
Von den etwa 66 Arten kommen 62 in Nordamerika vor. Das Verbreitungsgebiet reicht von Nordamerika über Mexiko bis Zentralamerika und wenige Arten kommen in Eurasien vor. Auf den anderen Kontinenten sind keine Arten natürlich verbreitet. In Mitteleuropa sind nur die zwei Arten Echte Bärentraube (Arctostaphylos uva-ursi) und Alpen-Bärentraube (Arctostaphylos alpina) heimisch.
Fast alle Arctostaphylos-Arten gedeihen in der sogenannten Kalifornischen Florenprovinz vom südlichen Oregon über das nördliche Baja California bis Mexiko. Der Schwerpunkt der Artenvielfalt der Gattung Arctostaphylos liegt mit etwa der Hälfte aller Arten entlang der zentralen kalifornischen Küste. Viele der in Nord- bis Zentralamerika vorkommenden Arctostaphylos-Arten werden verallgemeinernd Manzanita genannt, teils spezifizierend wie Green Manzanita für A. patula, Baker Manzanita für A. bakeriana; spezieller ist das die Art A. manzanita.
Entlang der zentralen kalifornischen Küste gedeihen die meisten Arctostaphylos-Arten in einer Vegetationformationen, die von Sommernebeln stark beeinflusst sind, dies trifft zu für die Arten, die im maritimen Chaparral, an Waldrändern oder in Waldländern beispielsweise der Bischofs-Kiefer (Pinus muricata) und Wäldern vorkommen. Arctostaphylos-Arten, die nicht im Bereich der Pazifikküste vorkommen, gedeihen an den Wüstenrändern in Chaparral-Waldländern und Wäldern.
Die meisten Arctostaphylos-Arten gedeihen auf nährstoffarmen und sauren Böden, oft steinigen.

## Systematik
Die Gattung Arctostaphylos wurde 1763 durch Michel Adanson aufgestellt. Typusart ist Arctostaphylos uva-ursi (L.) Spreng. Synonyme für Arctostaphylos Adans. sind: Daphnidostaphylis Klotzsch, Xerobotrys Nutt., Mairania Neck., Schizococcus Eastw., Uva-ursi Duhamel, Uva-ursi Mill., Uva-ursi Moench. Der Gattungsname Arctostaphylos leitet sich von den griechischen Wörtern ἄρκτος arktos „Bär“ sowie σταφυλή staphylē „Traube“ ab und bezieht sich auf die Bärentraube, die Art Arctostaphylos uva-ursi.
Die Gattung Arctostaphylos gehört zur Unterfamilie Arbutoideae innerhalb der Familie der Ericaceae.
Es gibt etwa 66 Arctostaphylos-Arten:
- Alpen-Bärentraube (Arctostaphylos alpina (L.) Spreng.)
- Arctostaphylos andersonii A.Gray: Sie kommt in Kalifornien vor.[9]
- Arctostaphylos auriculata Eastw.: Sie kommt in Kalifornien vor.[1]
- Arctostaphylos australis Eastw.: Sie kommt in Baja California Norte vor.[10]
- Arctostaphylos bakeri Eastw.: Sie kommt in zwei Unterarten in Kalifornien vor.[1]
- Arctostaphylos bolensis P.V.Wells: Sie kommt in Baja California Norte vor.[10]
- Arctostaphylos canescens Eastw.: Sie kommt in zwei Unterarten in Kalifornien und im südwestlichen Oregon vor.[1]
- Arctostaphylos catalinae P.V.Wells: Sie kommt auf Santa Catalina Island in Kalifornien vor.[1]
- Arctostaphylos caucasica Lipsch.: Sie kommt in Transkaukasien vor.[10]
- Arctostaphylos columbiana Piper: Sie kommt in British Columbia, Oregon, Washington und Kalifornien vor.[9]
- Arctostaphylos confertiflora Eastw.: Sie kommt in Kalifornien vor.[9]
- Arctostaphylos crustacea Eastwood: Sie kommt in sechs Unterarten in Kalifornien vor.[1]
- Arctostaphylos cruzensis Roof: Sie kommt in Kalifornien vor.[1]
- Arctostaphylos densiflora M.S.Baker: Sie kommt in Kalifornien vor.[9]
- Arctostaphylos edmundsii J.T.Howell: Sie kommt in Kalifornien vor.[1]
- Arctostaphylos franciscana Eastwood: Sie kommt in Kalifornien vor.[1]
- Arctostaphylos gabilanensis V.T.Parker & M.C.Vasey: Sie kommt in Kalifornien vor.[1]
- Arctostaphylos glandulosa Eastw.: Sie kommt in acht Unterarten in Kalifornien, Oregon und Baja California vor.[9]
- Arctostaphylos glauca Lindl.: Sie kommt in Kalifornien und im nördlichen Mexiko vor.[9]
- Arctostaphylos glutinosa B.Schreib.: Sie kommt in Kalifornien vor.[1]
- Arctostaphylos hispidula Howell: Sie kommt in Kalifornien und Oregon vor.[1]
- Arctostaphylos hookeri G.Don: Sie kommt in drei Unterarten in Kalifornien vor.[9]
- Arctostaphylos hooveri P.V.Wells: Sie kommt in Kalifornien vor.[1]
- Arctostaphylos imbricata Eastw.: Sie kommt in Kalifornien vor.[9]
- Arctostaphylos incognita J.E.Keeley, Massihi, J.Delgad. & Hirales: Sie kommt in Baja California vor.[10]
- Arctostaphylos insularis Greene & Parry: Sie kommt in Kalifornien vor.[1]
- Arctostaphylos klamathensis S.W.Edwards, Keeler-Wolf & W.Knight: Sie kommt in Kalifornien vor.[1]
- Arctostaphylos luciana P.V.Wells: Sie kommt in Kalifornien vor.[1]
- Arctostaphylos malloryi (W.Knight & Gankin) P.V.Wells: Sie kommt in Kalifornien vor.[1]
- Arctostaphylos manzanita Parry: Sie kommt in sechs Unterarten in Kalifornien vor.[9]
- Arctostaphylos mewukka Merriam: Sie kommt in zwei Unterarten in Kalifornien vor.[1]
- Arctostaphylos montana Eastwood: Sie kommt in zwei Unterarten in Kalifornien vor.[1]
  - Von der Unterart Arctostaphylos montana subsp. ravenii (P.V.Wells) V.T.Parker, M.C.Vasey & J.E.Keeley existiert nur noch ein Klon im Presidio Park.
- Arctostaphylos montaraensis Roof: Sie kommt in Kalifornien vor.[1]
- Arctostaphylos montereyensis Hoover: Sie kommt in Kalifornien vor.[9]
- Arctostaphylos moranii P.V.Wells: Sie kommt in Baja California Norte vor.[10]
- Arctostaphylos morroensis Wiesl. & B.Schreib.: Sie kommt in Kalifornien vor.[9]
- Arctostaphylos myrtifolia Parry: Sie kommt in Kalifornien vor.[9]
- Arctostaphylos nevadensis A.Gray: Sie kommt in zwei Unterarten in Oregon, Washington, Nevada und Kalifornien vor.[9]
- Arctostaphylos nissenana Merriam: Sie kommt in Kalifornien vor.[1]
- Arctostaphylos nortensis (P.V.Wells) P.V.Wells: Sie kommt in Kalifornien und Oregon vor.[1]
- Arctostaphylos novoleontis Rehder: Sie kommt in Nuevo León vor.[10]
- Arctostaphylos nummularia A.Gray: Sie kommt in zwei Unterarten in Kalifornien vor.[9]
  - Arctostaphylos nummularia subsp. mendocinoensis (P.V.Wells) V.T.Parker, M.C.Vasey & J.E.Keeley (Syn.:  Arctostaphylos mendocinoensis P.V.Wells)
  - Arctostaphylos nummularia subsp. nummularia
- Arctostaphylos obispoensis Eastw.: Sie kommt in Kalifornien vor.[1]
- Arctostaphylos ohloneana M.C.Vasey & V.T.Parker: Sie kommt in Kalifornien vor.[1]
- Arctostaphylos osoensis P.V.Wells: Sie kommt in Kalifornien vor.[1]
- Arctostaphylos otayensis Wiesl. & B.Schreib.: Sie kommt in Kalifornien vor.[1]
- Arctostaphylos pacifica Roof: Sie kommt in Kalifornien vor.[1]
- Arctostaphylos pajaroensis J.E.Adams: Sie kommt in Kalifornien vor.[1]
- Arctostaphylos pallida Eastw.: Sie kommt in Kalifornien vor.[9]
- Arctostaphylos parryana Lemmon: Sie kommt in drei Unterarten in Kalifornien vor.[1]
- Arctostaphylos patula Greene (Syn.: Arctostaphylos acutifolia Eastw.): Sie kommt in Oregon, Washington, Montana, Colorado, Nevada, Kalifornien, Arizona und im nördlichen Mexiko vor.[9]
- Arctostaphylos pechoensis (Abrams) Dudley ex Abrams: Sie kommt in Kalifornien vor.[1]
- Arctostaphylos peninsularis P.V.Wells: Sie kommt in Baja California Norte vor.[10]
- Arctostaphylos pilosula Jeps. & Wiesl.: Sie kommt in Kalifornien vor.[1]
- Arctostaphylos pringlei Parry: Sie kommt in zwei Unterarten in Arizona, Nevada, Utah, in Kalifornien und in Baja California vor.[1]
- Arctostaphylos pumila Nutt.: Sie kommt in Kalifornien vor.[9]
- Arctostaphylos pungens Kunth: Sie kommt in Kalifornien, Utah, Arizona, New Mexico und Texas vor.[9]
- Arctostaphylos purissima P.V.Wells: Sie kommt in Kalifornien vor.[1]
- Arctostaphylos rainbowensis J.E.Keeley & Massihi: Sie kommt in Kalifornien vor.[1]
- Arctostaphylos refugioensis Gankin: Sie kommt in Kalifornien vor.[1]
- Arctostaphylos regismontana Eastw.: Sie kommt in Kalifornien vor.[1]
- Arctostaphylos rudis Jeps. & Wiesl.: Sie kommt in Kalifornien vor.[1]
- Arctostaphylos sensitiva Jepson: Sie kommt in Kalifornien vor.[1]
- Arctostaphylos silvicola Jeps. & Wiesl.: Sie kommt in Kalifornien vor.[1]
- Arctostaphylos stanfordiana Parry: Sie kommt in drei Unterarten in Kalifornien vor.[1]
- Arctostaphylos tomentosa (Pursh) Lindl.: Sie kommt in vier Unterarten in Kalifornien vor.[9]
- Echte Bärentraube, Immergrüne Bärentraube (Arctostaphylos uva-ursi (L.) Spreng.): Sie ist auf der Nordhalbkugel in Eurasien und von Nordamerika bis Zentralamerika (Guatemala) weitverbreitet.[1]
- Arctostaphylos virgata Eastw.: Sie kommt in Kalifornien vor.[1]
- Arctostaphylos viridissima (Eastw.) McMinn: Sie kommt in Kalifornien vor.[1]
- Arctostaphylos viscida Parry: Sie kommt in drei Unterarten in Oregon und Kalifornien vor.[9]
- Arctostaphylos wellsii W.Knight: Sie kommt im westlichen Kalifornien vor.[10]

## Verwendung
Die Blätter der Echten Bärentraube (pulverisiert, als alkoholische oder wässriger Auszug) werden traditionell, d. h. Zulassung nur aufgrund der langjährigen Benutzung, als Phytotherapeutikum zur Behandlung von Harnwegsinfekten verwendet. Pharmakologisch wirksam ist hierbei der Inhaltsstoff Arbutin (Hydrochinonglukosid), welcher letztlich nach mehrfachen Verstoffwechselungen als Hydrochinon in der Harnblase antibakteriell wirkt.